# 主权人民
主权人民（荷蘭語：Onafhankelijk Volk，缩写为PS；帕皮阿门托语：Pueblo Soberano）是库拉索的一个政党。该党成立于2005年。该党的创始人是Helmin Wiels，现任领袖是Jaime Córdoba。该党是圣保罗论坛的成员。2013年－2016年，该党是库拉索的执政党。